# Mauriti
Mauriti är en kommun i Brasilien.   Den ligger i delstaten Ceará, i den östra delen av landet, 1 400 km nordost om huvudstaden Brasília. Antalet invånare är 44 217.
Omgivningarna runt Mauriti är huvudsakligen savann. Runt Mauriti är det glesbefolkat, med 15 invånare per kvadratkilometer.